# Alfons Fryland
Alfons Fryland, född 1 maj 1888 i Wien, Österrike-Ungern, död 29 november 1953 i Graz, Österrike, var en österrikisk skådespelare.

## Filmografi (urval)
- 1928 – Das Schicksal derer von Habsburg
- 1926 – Hon, den enda
- 1925 – Quo Vadis?
- 1924 – Livets karusell
- 1923 – Karusellen
- 1921 – Labyrinth des Grauens